# Innokenti Michailowitsch Sibirjakow

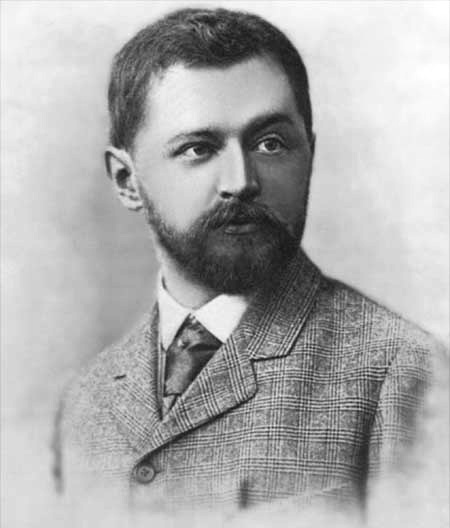
Innokenti Sibirjakow zwischen 1880 und 1894

Innokenti Michailowitsch Sibirjakow (russisch Иннокентий Михайлович Сибиряков; * 11. November 1860 in Irkutsk, Russland; † 19. November 1901 in Athos, Griechenland) war ein russischer Mäzen, Geschäftsmann, Gelehrter und Mönch. Er ist eine der bekanntesten Persönlichkeiten des Hauses Sibirjakow.

## Leben
Innokenti Sibirjakow genoss seine Grundschulausbildung zu Hause und besuchte die Industrieschule der exakten Wissenschaften in Irkutsk. 1875 zog er nach St. Petersburg und besuchte ein privates Gymnasium, dessen Gebäude im selben Jahr von der Familie Sibirjakow erworben wurde. Im Jahr 1880 schrieb sich Innokenti Sibirjakow in der naturmathematischen Fakultät der Kaiserlichen Universität Sankt Petersburg ein, unterbrach sein Studium im Frühjahr 1881 jedoch krankheitsbedingt und lebte bei seinem Bruder Konstantin auf einem seiner Güter.
Im Herbst 1881 nahm er sein Studium erneut auf, ehe er es Anfang 1882 wieder abbrach. 1884 schrieb er sich erneut an der St. Petersburger Universität ein, diesmal jedoch an der rechtswissenschaftlichen Universität, welches er aus gesundheitlichen Gründen nach einem Jahr abgebrochen hat. Bei dem Versuch, Privatunterricht zu bekommen, wurde er mit der Tatsache konfrontiert, dass die Professoren in Kenntnis seiner finanziellen Situation horrende Honorare verlangten, sodass er beschloss, wieder Physik und Mathematik zu studieren und an den Hauskursen des Arztes und Hochschullehrers Pjotr. F. Lesgaft teilzunehmen.
Innokenti Sibirjakow war nicht nur ein wohlhabender Geschäftsmann, der wissenschaftliche, kulturelle und pädagogische Projekte unterstützte, sondern oft selbst initiierte. Auf seinen Vorschlag hin wurden eine Reihe von wissenschaftlichen Arbeiten angefertigt und veröffentlicht, die in unserer Zeit nicht an Bedeutung verloren haben sowie die ethnographische Jakutsk-Expedition organisiert.

## Soziale und karitative Tätigkeiten

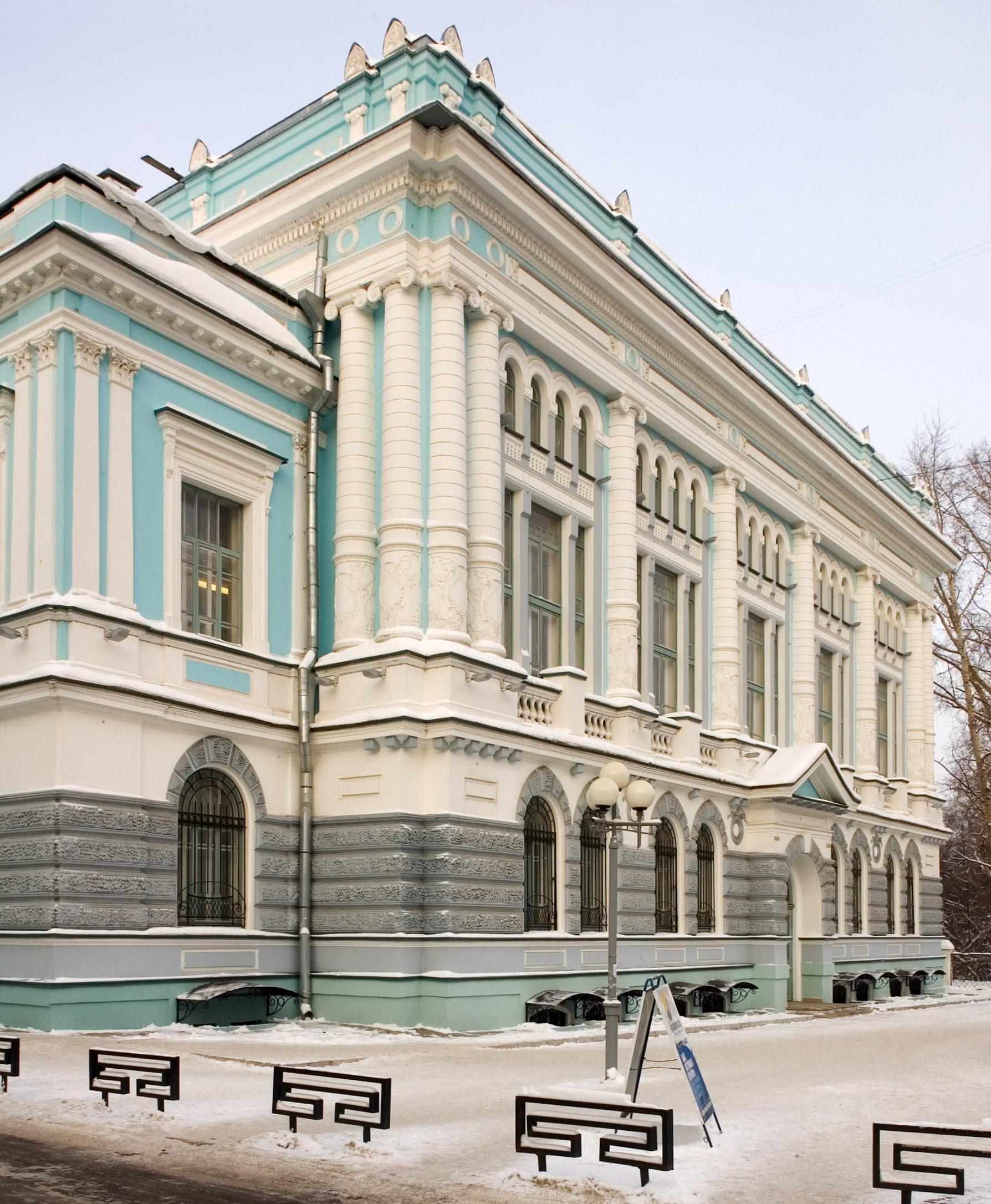
Staatliche Universität Tomsk, zu deren Gründung Innokenti Sibirjakow beitrug

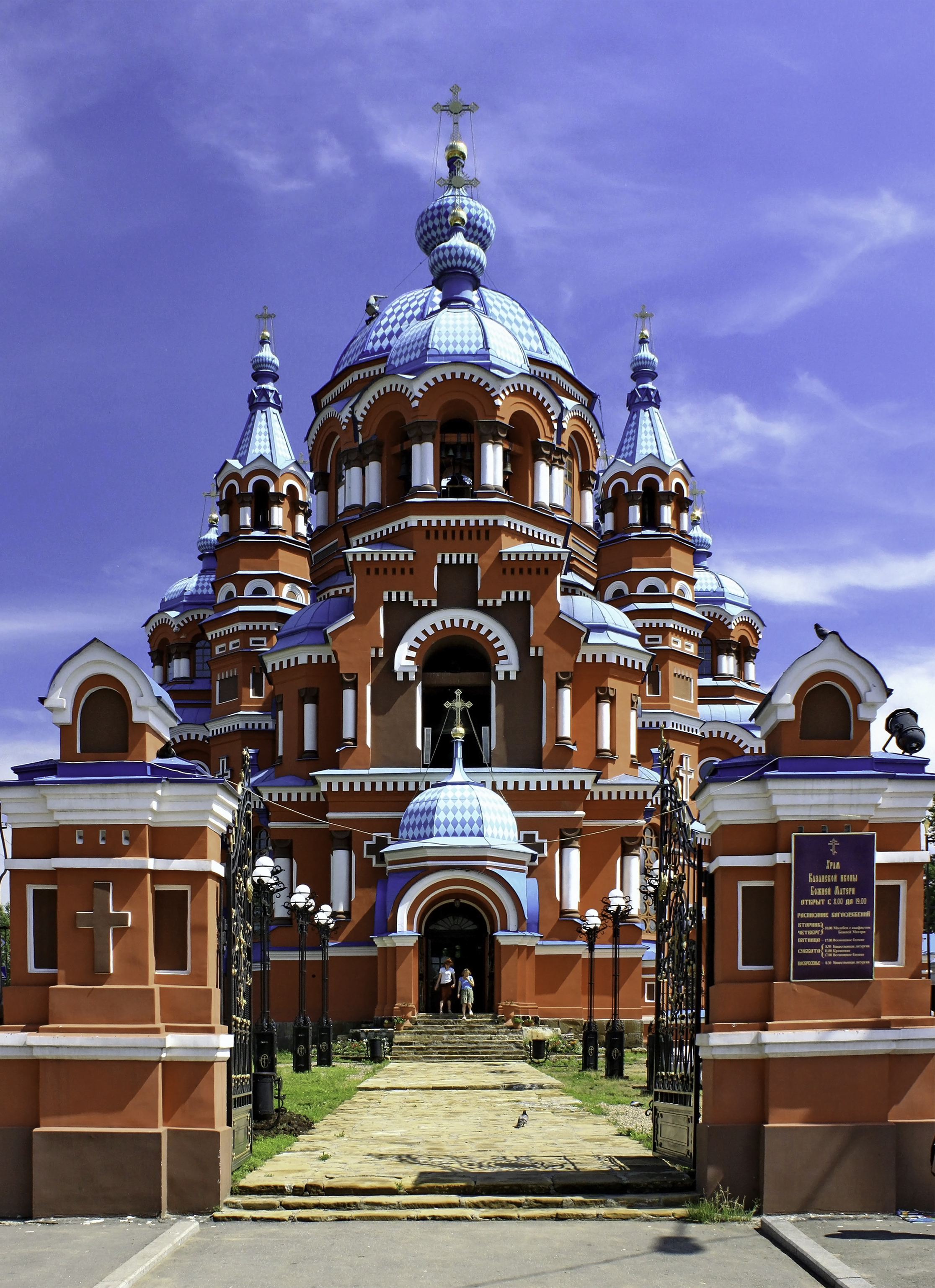
Kasaner Kirche in Irkutsk, die Innokenti Sibirjakow bauen ließ

Nach dem Tod seines Vaters Michail Alexandrowitsch (1815–1874) erbte Innokenti Sibirjakow Kapitalanteile in gleicher Höhe wie seine Brüder Alexander (1849–1933) und Konstantin in Höhe von 875 Tsd. Rubel, Beteiligungen an der Lensko-Witim Shipping Company, an den Goldminen und an der Goldminengesellschaft sowie – zusammen mit seinem Bruder Alexander – alle Grundstücke sowie bewegliches und unbewegliches Eigentum in Irkutsk. Mit diesen Mitteln begann er bereits auf dem Gymnasium mit karitativen Aktivitäten und half seinen Klassenkameraden finanziell aus. Im Laufe der Jahre hat er Gelder für die Ausbildung junger Menschen in Russland und Europa bereitgestellt, um ihnen nicht nur beim Abschluss, sondern auch beim Aufstehen zu helfen; so hatte er am Alter von 26 Jahren bereits 70 persönliche Stipendiaten. Er beteiligte sich aktiv an der Arbeit der Gesellschaft für die Hilfe für sibirische Studenten in St. Petersburg und finanzierte die Eröffnung von Museen, Schulen und Bibliotheken in sibirischen Städten (darunter Tara, Minusinsk, Tomsk, Barnaul, Ishim, Achinsk und Krasnojarsk) mit 30 Tsd. Rubel und eröffnete 1884 die erste kostenlose öffentliche Stadtbibliotheks Russlands.
Innokenti Sibirjakow trug zur Schaffung neuer und zur Entwicklung einer Reihe bestehender wissenschaftlicher und pädagogischer Zentren in Russland bei. Durch seine Spenden für die Bestuschew-Kurse wurden unter seiner Schirmherrschaft auch ein Vorlesungsgebäude und zwei Wohnheime erworben, die heute noch Teil der St. Petersburger Universität sind. Er spendete 50 Tsd. Rubel zur Gründung des ersten medizinischen Instituts für Frauen in Russland (heute: Medizinische Universität St. Petersburg).
1893–1896 war er Miteigentümer der JSC Schifffahrts- und Handelsgesellschaft entlang des Amur und finanzierte so eine Reihe wissenschaftlicher Expeditionen, darunter eine Expedition des Entdeckers Grigori N. Potanin im Jahr 1894–1896.
Im Jahr 1893 übergab er seinem ehemaligen Lehrer Lesgaft 200 Tsd. Rubel und sein Haus in St. Petersburg. Lesgaft verkaufte das Haus, um den Betrag aufzufüllen, und baute auf Wunsch Innokenti Sibirjakows hin ein Gebäude mit biologischem Labor und Naturkundemuseum sowie einen eigenen Verlag, das die Grundlage für die heutige Lesgaft National State University of Physical Education, Sport and Health in St. Petersburg bildet. Darüber hinaus trug Innokenti Sibirjakow zur Gründung der ersten Universität in Sibirien (Tomsk-Universität) bei und stellte 10 Tsd. Rubel zur Verfügung, um die ostsibirische Abteilung der Kaiserlich Russischen Geographischen Gesellschaft zu erweitern. Aufgrund seiner guten Taten nannten Zeitgenossen Innokenti Michailowitsch einen „Freund der Wissenschaft und Literatur“.
Er wurde zum Ehrenmitglied der Gesellschaft zur Pflege armer und kranker Kinder gewählt, schenkte der Gesellschaft armer Frauen seine Datscha in Raivola, wo ein Mädchenhaus eingerichtet wurde und spendete Gelder für den Aufbau von Bibliotheken in Pfarrschulen und in armen Provinzschulen. Ferner gab er über 600 Tsd. Rubel für die Veröffentlichung wissenschaftlicher sowie fiktiver Literatur aus, darunter auch Werke von Edward Piekarski, Iwan Chudjakow, Nikolai Jadrinzew und Wasilij N. Semevsky.
Der Gesamtbetrag, den Innokenti Sibirjakow für wohltätige Zwecke gespendet hat, wird auf rund 3,6 Mio. Rubel geschätzt.
Unabhängig von seinen Spenden für Bildungs- und soziale Einrichtungen wurden während seiner Zeit als Mönch auch der orthodoxen Kirche Gelder für den Bau und den Ausbau geistlicher Einrichtungen zuteil. Hierzu zählen insbesondere rund 600 Tsd. Rubel für den Bau der Kasaner Kirche sowie 2,4 Mio. Rubel für die Sanierung und den Unterhalt bedürftiger Klöster in Russland.

## Mönchtum

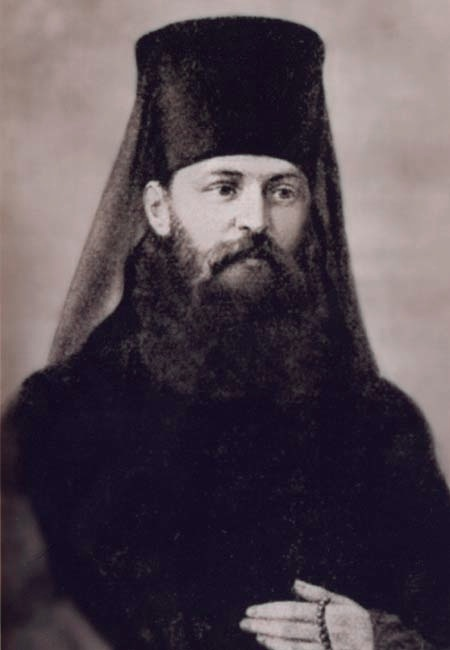
Innokenti Sibirjakow als Mönch, zwischen 1894 und 1901

Im Jahr 1894 beschloss Innokenti Sibirjakow, Mönch zu werden und lebte auf dem Athos-Gelände in St. Petersburg. Gleichzeitig gründete er einen Fonds zur Zahlung von Renten an seine Arbeiter, in den er 420 Tsd. Rubel investierte. Am 1. Oktober 1896 nahm ihn der Rektor des Hofes in den Mönchsrang auf. Anschließend ging er zum Heiligen Berg Athos, einer autonomen Mönchsrepublik in Griechenland, um einen Gebetsgottesdienste zu halten. Danach kehrte er noch dreimal nach St. Petersburg zurück.
Aus seiner Datscha in Raivolo ließ er ein Waisenhaus für Mädchen im Alter von vier bis zehn Jahren errichten. Dem Tierheim der Stadt ließ er 50 Tsd. Rubel zukommen. Er finanzierte en Bau einer Kirche im 7. Gymnasium von St. Petersburg, welche auf seinen Vorschlag hin zum Gedenken an die Krönung von Kaiser Nikolai II und Kaiserin Alexandra Fjodorowna errichtet wurde; normalerweise sind solche Handlungen für überzeugte Monarchisten charakteristisch. Ferner beteiligte er sich am Bau und der Sanierung etlicher Klosterzellen und Skiten, Kathedralen und Krankenhausgebäude.
1898 wurde Innokenti Sibirjakow unter dem neuen Namen Johannes, zu Ehren des Heiligen Johannes des Täufers, in den Mantel aufgenommen, ehe er 1899 mit dem Namen Innokenti, zu Ehren des Heiligen Innokenti von Irkutsk, in den großen Engelsorden aufstieg.
Viele Pilger aus Russland und anderen orthodoxen Ländern, die sich die Klosterzelle und das Wirken von Innokenti Sibirjakow persönlich besichtigen wollen, erschwerten es ihm, ein einsames Gebetsleben zu führen. Er erwarb daher ein Grundstück am Karoulia-Hang für dauerhafte Nutzung, wo sich im 19. Jahrhundert russische Einsiedlermönche ansiedelten und sich eine ganze Gemeinschaft von Asketen des Geistes aus Russland bildete.
Innokenti wurde auf dem Friedhof der St.-Andreas-Skite begraben. Drei Jahre später wurden die Überreste nach Athos-Gewohnheit aus der Erde entfernt. Die Knochen hatten eine gelbe bernstein-honigfarbene Farbe, die nach der athonitischen Kirchentradition von der besonderen Gerechtigkeit eines Menschen zeugt. Die Knochen des Skeletts wurden traditionell im gemeinsamen brüderlichen Beinhaus des St. Andreasklosters auf dem Berg Athos abgelegt und der Schädel dort in einem hölzernen Ikonenkasten an der Ehrenstätte aufgestellt, wo er sich heute noch befindet. Innokenti wird heute noch auf dem Heiligen Athos und in Russland, besonders in Sibirien, als Asket verehrt und die Eiferer gedenken ihm in Gedenkgottesdiensten.

## Sonstiges
Seine Brüder waren der Mäzen und Forschungsreisende Alexander Michailowitsch Sibirjakow (1849–1933) und der Mäzen und Bildhauer Konstantin Michailowitsch Sibirjakow (1854–1911). Sein Vater Michail Alexandrowitsch Sibirjakow (1815–1874) war Goldindustrieller und Gründer der Stadt Bodaibo.
In dem 1913 veröffentlichten Jubiläumskalender zum 300. Jahrestag des Zarenhauses Romanow, das Adelsgeschlecht, aus dem die Zaren hervorgingen, sind unter den „herausragendsten Persönlichkeiten des Reiches“ Porträts von Alexander Michailowitsch und seinem Bruder Innokenti Michailowitsch abgedruckt.
2016 wurde zu Ehren von Innokenti Sibirjakow und dem 1000-jährigen Jubiläum des altrussischen Mönchtums vom Regisseur Alexander Karpow ein Film gedreht:

«Присвячено фільм пам’яті одного з найбагатших золотопромисловців Російської імперії Інокентія Михайловича Сибірякова (1860-1901), щедрого благодійника та мецената, який став подвижником на Святій Горі Афон. Вихований батьками в традиціях християнського благочестя і милосердя, він мав виняткову широту душі, намагаючись у своєму житті на практиці втілити Євангельські Заповіді, допомагаючи незаможним, фінансуючи науково-освітні проекти, будуючи лікарні та школи. Почавши життя успішним купцем-мільйонником, І.М. Сибіряков завершив свій земний шлях смиренним схимонахом на Святій Горі Афон у відбудованому на його таємні пожертвуви Свято-Андріївському скиту.»

„Der Film ist dem Andenken an einen der reichsten Goldgräber des Russischen Reiches gewidmet, Innokentij Michailovich Sibirjakow (1860–1901), einen großzügigen Wohltäter und Kunstmäzen, der auf dem Berg Athos Mönch wurde. Er wurde von seinen Eltern in der Tradition der christlichen Frömmigkeit und Nächstenliebe erzogen und besaß eine außergewöhnlich weite Seele. Er versuchte, die Gebote des Evangeliums in seinem Leben in die Praxis umzusetzen, indem er den Armen half, wissenschaftliche und pädagogische Projekte finanzierte und Krankenhäuser und Schulen baute. Nachdem er sein Leben als erfolgreicher Millionär begonnen hatte, beendete I.M. Sibirjakow seine irdische Reise als bescheidener Schima-Mönch auf dem Heiligen Berg Athos in der Skite des Heiligen Andreas, die mit seinen geheimen Spenden wieder aufgebaut wurde.“